# Kohlenstoffschicht
Kohlenstoffschichten sind dünne Schichten, die überwiegend aus dem chemischen Element Kohlenstoff bestehen. Dazu zählen die Plasmapolymerschichten, die amorphen Kohlenstoffschichten (englisch diamond-like carbon, DLC), die CVD-Diamantschichten sowie die Graphitschichten.
Mit Beschichtungen aus Kohlenstoff lassen sich vielfältige Oberflächenfunktionen realisieren, vor allem im Bereich der Tribologie, also in verschleißbeanspruchten Anwendungen.

## Einteilung

### Graphitschichten
Graphitschichten bestehen ausschließlich aus sp2-hybridisierten Kohlenstoffatomen. Sie finden beispielsweise auf Scheibenbremsen an Flugzeugen, als Beschichtungen von Heiz- oder Brennelementen oder, aufgrund ihrer Biokompatibilität, in vielen Biomedizinischen Artikeln wie Implantaten Verwendung.

### Diamantschichten
Diamantschichten sind Kohlenstoffschichten mit maximaler Härte und maximalem Verschleißwiderstand. Sie lassen sich durch spezielle chemische Gasphasenabscheideverfahren herstellen. Dabei entstehen mikro- oder nanokristalline Schichten, die durch gezieltes Verändern der Prozessparameter texturiert werden können und so einen äußerst geringen Reibwert bieten.

### Amorpher Kohlenstoff
Amorpher Kohlenstoff ist auch bekannt unter den Bezeichnungen DLC (Diamond-like Carbon) oder diamantähnlicher Kohlenstoff.

Die amorphen Kohlenstoffschichten werden nach VDI 2840 und ISO 20523 wie folgt eingeteilt (mit Angabe der empfohlenen Abkürzung):
- Wasserstofffreie amorphe Kohlenstoffschichten, a-C, bestehen überwiegend aus sp2-hybridisierten Bindungen und werden deshalb auch als Graphitartige Kohlenstoffschichten bezeichnet.

- Tetraedrische wasserstofffreie amorphe Kohlenstoffschichten, ta-C, bestehen überwiegend aus sp3-hybridisierten Bindungen, weshalb ihre mechanischen Eigenschaften diamantähnlich sind.

- Metallhaltige wasserstofffreie amorphe Kohlenstoffschichten, a-C:Me

- Wasserstoffhaltige amorphe Kohlenstoffschichten, a-C:H (H-Anteil > 35 %)

- Tetraedrische wasserstoffhaltige amorphe Kohlenstoffschichten, ta-C:H (H-Anteil >25 %) mit überwiegend sp3-hybridisierten Kohlenstoffatomen

- Metallhaltige wasserstoffhaltige amorphe Kohlenstoffschichten, a-C:H:Me: Durch Dotieren mit Metallen bildet sich ein Verbund aus einer a-C:H Matrix und Metallkarbiden. Schichten aus diesem Material besitzen hohe Verschleißfestigkeiten, geringe Reibkoeffizienten sowie bessere Haftung der Schichten. Durch Veränderung des Metallgehaltes lassen sich die Materialeigenschaften stark beeinflussen.

- Modifizierte wasserstoffhaltige amorphe Kohlenstoffschichten, a-C:H:X: Durch Dotierung mit Elementen wie Si, O, N, F und B können amorphe Kohlenstoffschichten je nach gewünschten Eigenschaften stark modifiziert werden. Silizium beispielsweise erhöht die Temperaturbeständigkeit in sauerstoffhaltiger Umgebung. Eine Dotierung mit Silizium und Sauerstoff kann die Oberflächenspannung stark herabsetzen (bis hin zu Werten in der Größenordnung von PTFE). Außerdem lassen sich transparente und äußerst kratzfeste Schichten herstellen.

#### Anwendungen
- Amorphe Kohlenstoffschichten (DLC-Schichten) werden zum Beispiel in der Kraftfahrzeugtechnik im Verbrennungsmotor eingesetzt. Hier werden bewegliche Teile wie Nockenwelle, Kolbenringe und Zahnräder mit a-C:H oder a-C:H:Me beschichtet, um Verschleiß und Reibung zu minimieren und um so die Fahrzeuge leistungsstärker und emissionsärmer zu machen.

- Auf Tiefzieh-, Extrusions- und Schmiedewerkzeugen mindern Schichten aus amorphem Kohlenstoff den Verschleiß.

- Mit Diamant beschichtete Zerspanwerkzeuge für die Bearbeitung von schwerzerspanbaren oder stark abrasiv wirkenden Werkstoffen, wie Graphit, Keramik- und Hartmetallgrünlingen, kohlenstofffaserverstärkten Kunststoffen.

- Dichtungen, zum Beispiel Gleitringdichtungen für Kesselspeisepumpen, werden zur Minimierung des Verschleißes (Elektrokorrosion) und der Reibung mit amorphem Kohlenstoff oder Diamant beschichtet.

## Herstellung
Die Abscheidung der Kohlenstoffschichten erfolgt mit den Verfahren der chemischen (CVD) oder physikalischen (PVD) Gasphasenabscheidung, meist im Vakuum. Sie werden als Dünnschichten in Schichtdicken von wenigen Mikrometern abgeschieden.